# Beziehungen zwischen Deutschland und dem Heiligen Stuhl
Das Auswärtige Amt bezeichnet die Beziehungen zwischen Deutschland und dem Heiligen Stuhl als traditionell gut. Deutschland ist Mitglied, der Heilige Stuhl permanenter Beobachter bei den Vereinten Nationen.
Deutschland unterhält seit 1920 eine Botschaft beim Heiligen Stuhl; der Heilige Stuhl wird durch eine Apostolische Nuntiatur in Berlin vertreten.

## Geschichte
Die Geschichte der Beziehungen zwischen Deutschland auf der einen und dem Heiligen Stuhl beziehungsweise dem Vatikan beziehungsweise dem Papst auf der anderen Seite stehen oftmals in Zusammenhang mit der Geschichte der Römisch-Katholischen Kirche in Deutschland. Dies ist vor dem Hintergrund zu sehen, dass trotz aller eigenständigen Tätigkeit der Bistümer der Papst das Oberhaupt der katholischen Kirche ist, so dass die Notwendigkeit von Kommunikation immer gegeben war. Das erste katholische Bistum auf dem heutigen deutschen Territorium, das Bistum Trier, wurde (frühestens) im 3. Jahrhundert nach Christus – also noch in römischer Zeit gegründet. Seitdem existieren vielfältige Beziehungen. Auf vertraglicher Ebene äußern sich diese oft als Konkordate. Wichtige Konkordate im deutschen Kontext sind hierbei das Wormser Konkordat von 1122, das den Investiturstreit beilegte, sowie das bilaterale Verhältnis regelnde Reichskonkordat von 1933, das bis in die heutige Zeit Gültigkeit besitzt.

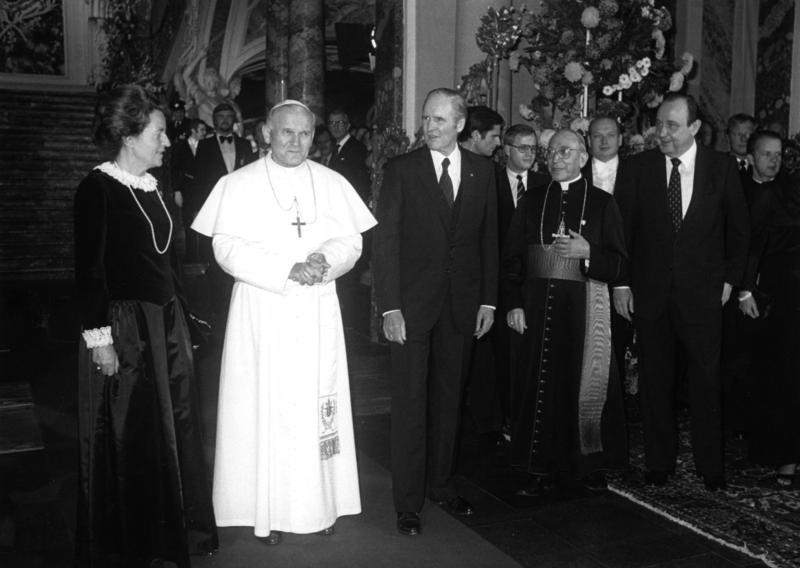
Bundespräsident Karl Carstens empfängt Papst Johannes Paul II., 1980

Der aus Bayern stammende und von 2005 bis 2013 amtierende Benedikt XVI. war der erste deutsche Papst der Neuzeit und der am längsten amtierende unter ihnen. Den deutsch-vatikanischen Beziehungen hat diese Papstwahl sicherlich neue Impulse gegeben, zumal Benedikt XVI. Deutschland während seiner Amtszeit auch mehrfach besuchte (Weltjugendtag 2005 in Köln, Papstbesuch in Deutschland 2006 und Papstbesuch in Deutschland 2011).

## Bedeutende deutschsprachige katholische Institutionen in Rom
- Pontificium Collegium Germanicum et Hungaricum de Urbe
- Collegio Teutonico di Santa Maria dell’Anima
- Santa Maria dell’Anima
- Römisches Institut der Görres-Gesellschaft